# 楢原和人
楢原 和人（ならはら かずと、1977年5月22日- ）は、競技麻雀のプロ雀士。
RMU所属。プロライセンスSS級保持者。福岡県出身。

## 人物
- キャッチフレーズは「怪物」

## 獲得タイトル
- 第10期アマ最高位戦優勝

- 第14期令昭位戦優勝[1]